# Pringsheimia rosarum
Pringsheimia rosarum är en svampart som beskrevs av Schulzer 1866. Pringsheimia rosarum ingår i släktet Pringsheimia och familjen Dothioraceae.   Inga underarter finns listade i Catalogue of Life.